# Leck (Frise-du-Nord)
Pour les articles homonymes, voir Leck.
Leck est une commune allemande de l'arrondissement de Frise-du-Nord, Land de Schleswig-Holstein.

## Géographie
Leck se situe à l'ouest du Geest de Schleswig. La vasière et les eaux de la mer du Nord rendaient une circulation maritime possible jusqu'au remblai du Geest. C'est pourquoi une ancre se trouve dans le blason de la commune. Il reste aujourd'hui la rivière Lecker Au.
La commune comprend les quartiers de Klintum et Osterschnatebüll.
| Klixbüll       | Tinningstedt | Karlum  |
| Risum-Lindholm | Leck         | Achtrup |
| Stedesand      | Enge-Sande   | Stadum  |

## Histoire
Leck (Læk en danois) est mentionné pour la première fois dans une saga. Vers 1100, sur ordre de Knud Lavard, un certain chevalier Fleno natif de Leck se serait installé à une trentaine de kilomètres de Flensbourg, c'est pourquoi le village porte son nom. La première mention datée est de 1231 comme terre de la Couronne de Valdemar II de Danemark dans le Liber Census Daniæ ; Leck appartient alors au duché de Schleswig.
Des fouilles archéologiques datent le château-fort de Leckhuus du XIe siècle. Leck est un Vogt sur la Hærvejen, la route occidentale entre Ribe et Tønder qui se prolonge vers Leck et Hambourg. Le port perd son importance au XVe siècle en raison de l'envasement. Cependant le village reste un lieu de commerce important.
Pendant la Seconde Guerre mondiale, la Luftwaffe crée une base aérienne. La garnison est reconstruite en 1959 ; le nombre d'habitants augmente considérablement. La 52e escadre de reconnaissance (de) de la Bundeswehr qui comprend 44 avions McDonnell Douglas F-4 Phantom II est dissoute en 1993. Un groupe de missiles antiaériens reste à Leck. En 2013, les lieux où se trouvent les MIM-104 Patriot seront confiés à l'Institut fédéral de l'immobilier.

## Jumelages
- Birštonas (Lituanie)
- Skarszewy (Pologne)

## Économie
L'imprimerie Clausen & Bosse est l'un des plus grands fabricants de livres en Allemagne. L'usine emploie 600 personnes. Depuis 1950, elle fait les livres de poche de Rowohlt.

## Infrastructures
Leck se trouve sur la Bundesstraße 199. Elle se trouve aussi sur la ligne de Flensbourg à Lindholm dont le trafic de passagers  suspendu depuis 1981 par l'OTAN à cause de son parallélisme avec la frontière du Danemark.
La base aérienne est ouverte au trafic civil.

## Personnalités liées à la commune
- Andreas Andersen (1799–1879), homme politique
- Ludolf Conrad Hannibal Bargum (1802–1866), homme politique
- Roderich Cescotti (né en 1919), général
- Peter Aniol (né en 1938), homme politique
- Jochen Missfeldt (né en 1941), écrivain
- Gerhard W. Back (né en 1944), général
- Karlheinz Viereck (né en 1951), général
- Manfred Kohrs (né en 1957), tatoueur
- Michael Sturm (né en 1963), réalisateur

## Source, notes et références
- (de) Cet article est partiellement ou en totalité issu de l’article de Wikipédia en allemand intitulé « Leck (Nordfriesland) » (voir la liste des auteurs).